# Wetterfunkgerät Land

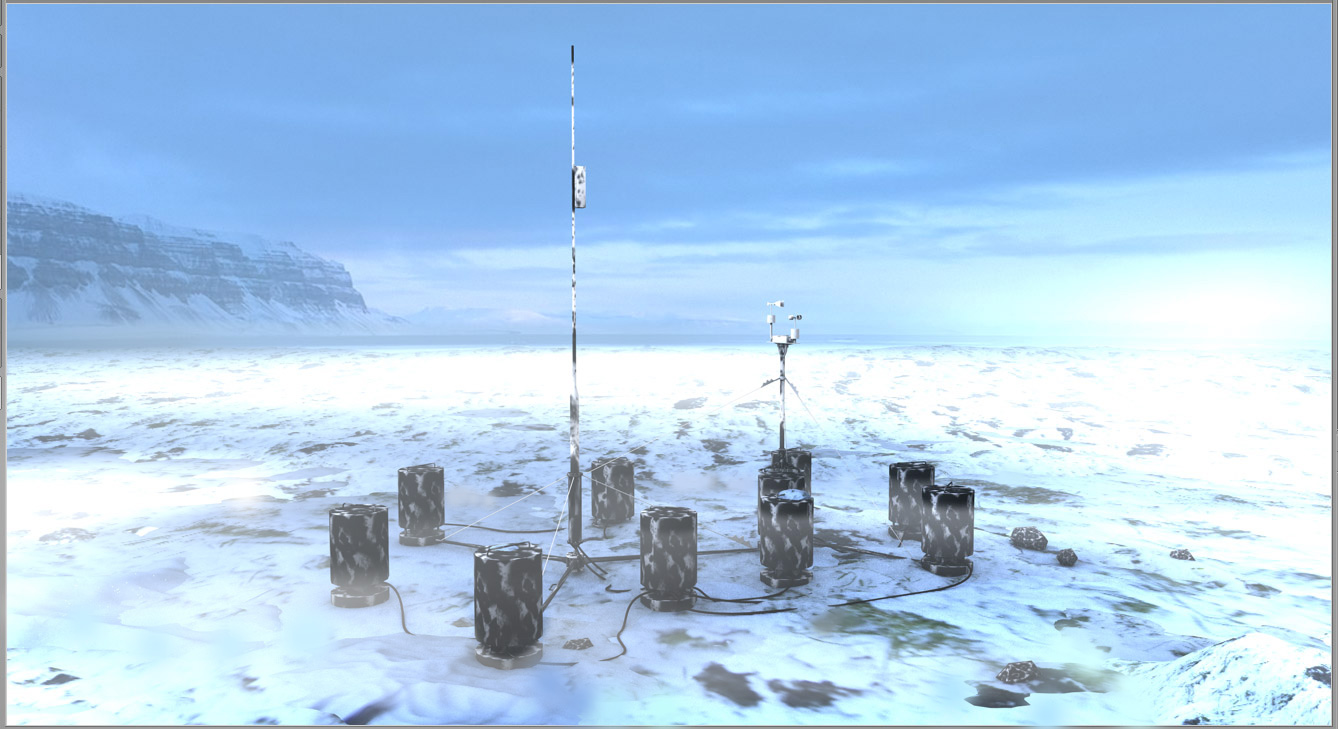
Ein Wetterfunkgerät Land "WFL" nach Aufstellung in seiner eisigen Umgebung.

Das Wetterfunkgerät Land war eine automatische Wetterstation, die durch die Kriegsmarine während des Zweiten Weltkrieges zur Ermittlung meteorologischer Daten eingesetzt wurde. Zwischen 1942 und 1944 richtete der Marinewetterdienst insgesamt fünfzehn solcher Wetterfunkgeräte (WFL) ein. 

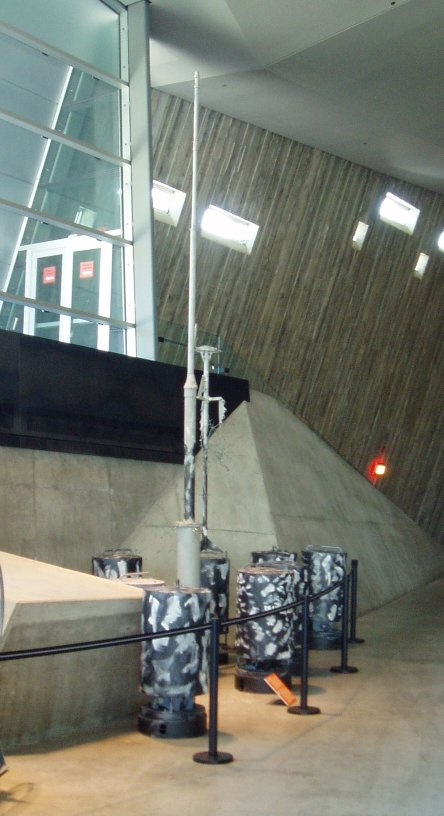
Bestandteile von WFL 26 “Kurt” im Canadian War Museum

## Grundlagen
Aus der Wetterlage in der Arktis sind Erkenntnisse über die zu erwartende Wetterentwicklung in Europa abzuleiten. Daher war die Erfassung meteorologischer Daten in diesem Gebiet Voraussetzung für die operativen Planungen der deutschen Luftwaffe und der Kriegsmarine im Zweiten Weltkrieg. Zu diesem Zweck installierte die Wehrmacht zwischen 1942 und 1945 mehrere automatische Wetterfunkstationen (WFL) – größtenteils auf Inseln im Arktischen Ozean und im Europäischen Nordmeer.

## Wetterdaten automatisch ermitteln und funken
Zunächst erfolgte die Ermittlung der Wetterdaten im Nordatlantik während des Zweiten Weltkrieges durch U-Boote und Wetterschiffe, doch die zunehmende Gefährdung durch feindliche Luft- und Seestreitkräfte führte zur Entwicklung ungefährlicherer Alternativen. Im Januar 1942 wurden von der Kriegsmarine die ersten Wetterbojen ausgebracht.

### Bojen und Kröten
Diese WFS-Bojen (Wetterfunkgerät See) waren eineinhalb Tonnen schwer, zehn Meter lang und trugen eine nochmals ebenso lange Antenne. Sie wurden in zwei bis vier Kilometern Wassertiefe verankert. In bestimmten Abständen lösten die WFS selbständig ihr Auftauchen aus, funkten ihre Daten und tauchten wieder ab. Ihre Maße orientierten sich an Länge und Durchmesser der Torpedorohre der U-Boote, von denen sie an Ort und Stelle verbracht wurden. Eine Weiterentwicklung war die automatische Wetterermittlungsstation der Luftwaffe, die den Tarnnamen „Kröte“ trug und Luftdruck und -feuchtigkeit sowie Temperatur erfassen konnte. Im Mai 1942 wurde die erste „Kröte“ auf Spitzbergen eingerichtet. Die parallele Entwicklung der Kriegsmarine trug den weniger phantasievollen Namen „Wetterfunkgerät Land“, für das die Abkürzung WFL gebräuchlich wurde. Die WFL waren größer und schwerer als das Luftwaffenmodell, welches von Flugzeugen in das jeweilige Einsatzgebiet der „Kröte“ transportiert wurde.

### Aufbau der WFL
Die über fünf Meter lange Antenne des Wetterfunkgerät Land ruhte auf drei Beinen, von denen zwei am Ende Stahlzylinder – sogenannte Sende-Töpfe – trugen. Diese Töpfe waren einen Meter hoch und hatten einen Durchmesser von 50 Zentimetern. Insgesamt gehörten zu einem WFS zehn solcher Töpfe, in denen sich auch die zur Energieversorgung nötigen Batterien befanden. Die Töpfe des WFL waren hinsichtlich der Abmessungen so konzipiert, dass sie in den Torpedorohren der deutschen U-Boote untergebracht werden konnten. Das dritte Bein der Antenne, in deren oberem Drittel sich ein Thermometer befand, war mit einem nicht einmal halb so hohen Vermessungsmast verbunden, an dessen Spitze sich ein Anemometer und eine Windfahne drehten. Viermal am Tag gab das Funkgerät über Kurzwelle eine verschlüsselte Meldung der gesammelten Daten ab. Ein WFL hatte aufgrund seiner autonomen Energieversorgung eine Standzeit von vier bis sechs Monaten – einige funktionierten aber auch deutlich länger.

## Wetterfunkgeräte der Kriegsmarine in der Arktis
Aus Gründen der Geheimhaltung erhielt das erste Wetterfunkgerät Land die Nummer 21. Damit setzte der Marinewetterdienst die Zählung der bisher eingesetzten 20 Wetterbojen fort. Für die weitere Nummerierung der WFL wurde diese Zählung fortan beibehalten. Der Transport, wie auch der Aufbau der Stationen erfolgte entsprechend ebenfalls unter strengen Sicherheitsmaßnahmen. Über den Zweck der eingeladenen technischen Geräte und die Aufgabe der zugestiegenen Wissenschaftler erfuhr die Besatzung erst auf See Genaueres. Zusätzlich zu den Bestandteilen der WFL hatten die mit dem Transport beauftragten U-Boote zudem weitere Schlauchboote mit Außenbordmotoren und Spähtruppausrüstung an Bord. Die Geräte und die Ausrüstung waren in den Torpedorohren oder in speziellen außen angebrachten Transportbehältern – sogenannten Oberdeckstuben – eingelagert. Die insgesamt fünfzehn Wetterfunkgeräte, die die Wehrmacht im Laufe des Zweiten Weltkrieges in der Arktis einrichtete, erhielten zudem größtenteils männliche Vornamen als Tarnnamen:
- Gustav, WFL 21 wurde am 7. September 1942 auf Spitzbergen als Ersatz für die Wetterstation Knospe, die im Herbst 1942 evakuiert wurde, eingerichtet
- Edwin, WFL 22 wurde am 2. Dezember 1942 auf der Bäreninsel eingerichtet, die Wetterstation wurde am 18. April 1943 durch Edwin II (WFL 23) ersetzt, das durch das Wetterschiff WBS 2 zur Bäreninsel gebracht wurde
- Robert, WFL 24 wurde am 9. Juli 1943 durch U 629 zur Bäreninsel gebracht, um Edwin II zu ersetzen, das zu diesem Zeitpunkt allerdings noch betriebsfähig war und demontiert wurde
- Gerhard, WFL 25 wurde von U 703 im Sommer 1943 nach Nowaja Semlja transportiert und dort am 22. August eingerichtet, der hierfür abgesetzte Wetterdiensttrupp wurde sechzehn Stunden später von U 601 abgeholt und nach Hammerfest gebracht
- Kurt, WFL 26 wurde von U 537 nach Nordamerika gebracht und dort am 23. Oktober 1943 auf der Labrador-Halbinsel im Rahmen der einzigen militärischen Operation der deutschen Seite auf nordamerikanischen Boden eingerichtet, Aufgrund der langen Distanz wurde „Kurt“ von einem Langstrecken-U-Boot des Typs IX C an Ort und Stelle gebracht, normalerweise wurden zum Transport die kleineren Boote der U-Boot-Klasse VII verwendet
- Dietrich, WFL 27 wurde durch U 355 transportiert und am 7. September 1943 auf der Bäreninsel eingerichtet
- Christian, WFL 29 wurde durch U 713 transportiert und am 6. Dezember 1943 auf der Bäreninsel eingerichtet,
- Hermann, WFL 34 wurde am 17. Juni 1944 auf der Bäreninsel eingerichtet, WFL 30 wurde von U 737 transportiert, der Standort befand sich, genau wie bei „Christian“, „Dietrich“ und „Robert“, südlich der Nordhamna-Bucht
- Edwin III, WFL 33 wurde am 30. Juni 1944 auf Spitzbergen eingerichtet
- Herbert, WFL 30 sollte auf Labrador aufgestellt werden, aber U 867, das mit dem Transport beauftragt war, wurde auf der Anfahrt versenkt.
- Walter, WFL 31 wurde im Herbst 1944 von U 992 nach Jan Mayen gebracht und dort am 25. September eingerichtet
- Erich, WFL 32 sollte zunächst auf Franz-Josef-Land eingerichtet werden, aber aufgrund erheblichen Eisaufkommens wurde der Plan fallengelassen, das Wetterfunkgerät wurde von U 387 stattdessen als Ersatz für „Erich“ nach Nowaja Semlja gebracht
- Wilhelm, WFL 36 wurde am 11. November 1944 durch die Besatzung von U 1163 auf Magerøya eingerichtet
- Landjäger, WFL 35 wurde am 22. November 1944 auf Åland eingerichtet

## Ende des automatischen Wetterfunks der Wehrmacht
Ende 1944 beendete die Kriegsmarine die Aufstellung automatischer Wetterstationen. Die WFS-Bojen sollten jedoch weiterhin ausgebracht werden. Planmäßig sollte wegen der wesentlich kürzeren Betriebsdauer jeden Monat eine Boje auf See verankert werden. Anfang 1945 wurde U 880 mit einer Boje beladen und lief am 11. Januar von Kiel aus. Es war der letzte Einsatz zur Ausbringung einer WFS-Boje. Die Unternehmung wurde wegen Maschinenschadens abgebrochen.
Am 9. März 1945 brach ein norwegischer Erkundungstrupp von der Mitte der Insel Jan Mayen mit einem Motorboot auf, um den nördlichen Inselteil Nord-Jan zu umrunden. Drei Tage später entdeckten die drei Norweger das Wetterfunkgerät WFL 31 mit dem Codenamen Walter gut verborgen im Geröll in der Nähe einer Schutzhütte, die offensichtlich von den Deutschen verwüstet worden war. Da sie eine Verminung des Geländes befürchteten, näherten sich die Norweger den Gerätschaften nicht, kappten aber einige der Drähte, welche die Tonnen miteinander und mit dem Sendemast verbanden. Nach einer Woche kehrte der Trupp zur Radiostation zurück und meldete den Fund. Am 27. März 1945 wurde Walter von der Besatzung des norwegischen Küstenwachschiffes Namsos geborgen und nach Reykjavík gebracht.
Von den beiden Wetterfunkgeräten WFL 29 und WFL 34, die im Norden der Bäreninsel eingerichtet waren, wurde eines Ende August 1945 durch einen norwegischen Wettertrupp demontiert und nach Tromsø gebracht. Es ist weder bekannt, ob es sich um Christian oder um Hermann gehandelt hat, noch gesichert, was aus dem anderen WFL geworden ist.
Ebenfalls ist unklar, was mit WFL 32 geschah, das unter dem Codenamen Erich von Nowaja Semlja aus funkte. Bis auf eine Meldung aus dem Jahr 1959, bei dem Angehörige einer russischen Station auf einem Erkundungsmarsch eine Wetterstation auffanden, aber an Ort und Stelle beließen, ist über das Schicksal von Erich nichts weiter bekannt geworden.
Unter dem Tarnnamen Edwin III funkte das WFL 33 von Nord-Spitzbergen Wetterdaten bis zum Spätsommer 1944. Doch bereits im September war der Kontakt abgebrochen, so dass die Mitglieder des dort ausgebrachten Wettertrupps Haudegen keine Notwendigkeit sahen, das WFL aufzusuchen. Im Jahr 1958 wurde die Station durch den späteren Willy-Brandt-Preisträger Nils Morten Udgaard aufgesucht. Der norwegische Journalist fand WFL 33 zerstört vor – ein Verursacher war nicht festzustellen. Fast dreißig Jahre später wurden die Reste geborgen und restauriert. Heute gehört Edwin III zur ständigen Ausstellung des Forsvarsmuseet in Oslo.
Da die Wehrmacht bis zum Frühjahr 1945 Kommandounternehmen am Nordkap durchführte, kann davon ausgegangen werden, dass das dort aufgebaute WFL 36 mit dem Tarnnamen Wilhelm seine Wettermeldungen bis zu diesem Zeitpunkt zuverlässig funkte und keine Überprüfung notwendig war. Als die norwegischen Streitkräfte gegen Kriegsende die Fjorde durchsuchte, wurde auch Wilhelm aufgefunden und demontiert. Der letztendliche Verbleib von WFL 36 ist nicht gesichert, aber da im Meteorologisk Institutt in Oslo drei Sets Temperatur-/Druck- und Windmessköpfe deutscher WFL aufbewahrt werden, ist anzunehmen, dass eines dieser Sets zu Wilhelm gehörte.
Das WFL 35 mit dem Codenamen Landjäger gilt als das langlebigste der deutschen Wetterfunkgeräte. Es stand auf der Schäre Fästorna zwischen dem Finnischen und dem Bottnischen Meerbusen. Die Station wurde am 19. April 1945 von zwei Jägern entdeckt, die mit dem Boot auf dem Weg nach Föglö waren, um dort Vögel zu jagen. Die beiden untersuchten die Gerätschaften und meldeten dann ihren Fund den finnischen Behörden, die ein Lotsenboot nach Fästorna entsandten. Das WFL wurde abgebaut und an den sowjetischen Kontrollkommissar der Ålands-Inseln in Mariehamn übergeben, der seit dem Waffenstillstand zwischen der UdSSR und Finnland über alle militärischen Belange in der Region zu entscheiden hatte.